# Schoen Arnold
Schoen Arnold (Kisgaram, 1887. november 17. – Budapest, 1973. április 28.) művészettörténész, múzeumigazgató, a művészettörténeti tudományok kandidátusa (1961).

## Életpályája
Schoen Lőrinc és Bauer Gizella fia. A besztercebányai római katolikus főgimnáziumban érettségizett. 1911-ben Olaszországban járt tanulmányúton. 1921-től a Lantos Antikvárium főszakértője volt. 1930-ban doktorált. 1938-tól a Fővárosi Levéltár főlevéltárnoka, a fővárosi emlékművek felügyelőjeként dolgozott. 1941–1948 között a Budapesti Történeti Múzeum Kiscelli Múzeumának igazgatója volt. 1944–1945 között – feleségével együtt – beköltözött a Kiscelli Múzeumba, hogy megvédje gyűjteményeit. Az ostrom alatt megközelítőleg 30 000 lapnyi jegyzete semmisült meg. Felesége Csík Terézia volt, akit 1923. március 26-án Budapesten vett nőül.

### Munkássága
A barokk kor nemzetközileg is elismert kutatója, az egyházi építmények szakértője. Eleinte a modern festészet nagyjairól írt cikkeket, majd könyvei jelentek meg a barokk templomokról, szobrokról. Metszetekkel is foglalkozott. A megközelítőleg 150 műve közül a legtöbb Pest-Budáról szól, így az Óbuda és környéke barokk kori építészetének története című kandidátusi disszertációja is. Jelentős eredményeket ért el Székesfehérvár XVIII. századi művészetének felkutatásában is. Sok műve maradt fenn kéziratban, melyek a Budapesti Történeti (Kiscelli) Múzeumban, a Fővárosi Szabó Ervin Könyvtárban és a székesfehérvári István király Múzeumban őriznek.
Sírja az Óbudai temetőben található (21/1-II-29).

## Művei
- Francesco Barbieri Sfrisato (Budapest, 1914)
- A Budapest-krisztinavárosi templom (Budapest, 1916)
- A budavári Szentháromság-szobor emlék (Budapest, 1918)
- Világlexikon. A tudás egyeteme (Budapest, 1925)
- A budai Szent Anna templom (Budapest, 1930)
- A budapesti Központi Városháza (Budapest, 1930)
- Óbuda múltjából (Budapest, 1935)
- Közreműködött a Budapest műemlékei (I–II. szerkesztette: Pogány Frigyes, Budapest, 1955–1962) című mű megírásában.

## Díjai
- Akadémiai Díj (1963)